# محوطه دولامحکه
محوطه دولامحکه مربوط به هزاره ۲و۱ قبل از میلاد - سدهٔ ۱۲ تا ۱۰ ه.ق است و در شهرستان ارومیه، بخش صومای برادوست، دهستان برادوست، روستای خلیان واقع شده و این اثر در تاریخ ۲۷ بهمن ۱۳۸۷ با شمارهٔ ثبت ۲۴۶۴۴ به‌عنوان یکی از آثار ملی ایران به ثبت رسیده است.